# Dan Zimmerman
Dan Zimmerman (* 8. April 1974 in Los Angeles, Kalifornien) ist ein US-amerikanischer Filmeditor.

## Leben
Er ist der Sohn des Filmeditors Don Zimmerman und dessen Frau Donna. Sein Zwillingsbruder Dean Zimmerman und sein jüngerer Bruder David Zimmerman sind ebenfalls als Filmeditoren tätig. Auch seine beiden Schwestern Debi und Dana arbeiten in der Filmbranche.
Mitte der 1990er Jahre begann Zimmerman im Bereich Filmschnitt tätig zu werden, zunächst als Schnittassistent. Seine erste eigenständige Produktion als Editor war Das Omen aus dem Jahr 2006.
Zimmerman ist Mitglied der American Cinema Editors (ACE). 2017 wurde er in die Academy of Motion Picture Arts and Sciences (AMPAS) aufgenommen, die jährlich die Oscars vergibt.
Dan Zimmerman ist verheiratet und hat zwei Kinder.

## Filmografie (Auswahl)
- 2006: Das Omen (The Omen)
- 2007: Aliens vs. Predator 2 (Aliens vs. Predator: Requiem)
- 2008: Max Payne
- 2010: Predators
- 2011: Der letzte Tempelritter (Season of the Witch)
- 2011: Spy Kids – Alle Zeit der Welt (Spy Kids: All the Time in the World in 4D)
- 2012: Cold Blood – Kein Ausweg. Keine Gnade. (Deadfall)
- 2013: Stirb langsam – Ein guter Tag zum Sterben (A Good Day to Die Hard)
- 2014: Maze Runner – Die Auserwählten im Labyrinth (The Maze Runner)
- 2015: Maze Runner – Die Auserwählten in der Brandwüste (Maze Runner: The Scorch Trials)
- 2015: My All-American – Die Hoffnung stirbt nie (My All-American)
- 2017: Hot Summer Nights
- 2017: Der Dunkle Turm (The Dark Tower)
- 2018: Maze Runner – Die Auserwählten in der Todeszone (Maze Runner: The Death Cure)
- 2018: The Christmas Chronicles
- 2020: The Christmas Chronicles: Teil zwei (The Christmas Chronicles: Part Two)
- 2021: Nicht schon wieder allein zu Haus (Home Sweet Home Alone)
- 2023: Chupa
- 2024: Planet der Affen: New Kingdom (Kingdom of the Planet of the Apes)
- 2025: The Thursday Murder Club